# Зелёный Шершень наносит ответный удар
Зелёный Шершень наносит ответный удар (англ. The Green Hornet Strikes Again!) — киносериал 1940 года студии Universal основанный на одноимённой радиопередаче Джорджа Трендла и Фрэна Страйкера. Продолжение сериала 1940 года и вторая экранизация Зелёного Шершня.

## Сюжет
Богатый издатель Бритт Рид и его доверенный азиатский слуга, известные как: «Зелёный Шершень» и его верный слуга Като, сражаются с растущей силой беспощадного преступного лорда Крогана и его разнообразных банд по всему городу. Все из них имеют прочные связи с иностранными державами…

## В ролях
| Актёр         | Роль                        |
| ------------- | --------------------------- |
| Гордон Джонс  | Бритт Рид / Зелёный Шершень |
| Эл Годж       | Зелёный Шершень голос       |
| Уэйд Ботельер | Майкл Аксфорд               |
| Энн Нагель    | Ленора "Кейси" Кэс          |
| Кей Люк       | Като                        |
| Эдди Акафф    | Эд Лоури                    |
| Пьер Уоткин   | Босс Кроган                 |
| Джеймс Сий    | Бордин                      |
| Артур Лофт    | Тауэр                       |
| Джо Девлин    | Долан                       |
| Уильям Холл   | ДеЛука                      |
| Дороти Ловетт | Фрэнсис Грейсон             |

## Эпизоды
Источник:
1. Flaming Havoc
2. The Plunge of Peril
3. The Avenging Heavens
4. A Night of Terror
5. Shattering Doom
6. The Fatal Flash
7. Death in the Clouds
8. Human Targets
9. The Tragic Crash
10. Blazing Fury
11. Thieves of the Night
12. Crashing Barriers
13. The Flaming Inferno
14. Racketeering Vultures
15. Smashing the Crime Ring